# Гербель, Родион Николаевич
Родио́н (Рудольф) Никола́евич Ге́рбель (нем. Rudolf Friedrich Härbel (Gerbel); 1716—1780) — инженер-генерал-поручик Русской императорской армии.

## Биография
Родился в 1716 году в Швейцарии, откуда выехал ребенком вместе с отцом Николаем Фёдоровичем, известным архитектором и родоначальником известной дворянской фамилии.
В 1732 году был определён на службу кондуктором в инженерный корпус. В 1736 году, в ходе Русско-турецкой войны, участвовал в осаде Азова и в 1737 году назначен флигель-адъютантом к генерал-лейтенанту Левендалю, с которым совершил Очаковский поход и участвовал в штурме Очакова.
В 1738 году был переведён поручиком в Рижский драгунский полк с которым сражался в баталии при Ставучанах и при осаде Хотина.
В 1739 году переведен обратно в инженерный корпус. Произведенный в 1742 году в капитан-поручики, он был причислен к посольству, отправленному в Або (ныне Турку) на конгресс, а затем находился в Стокгольме до окончания Русско-шведской войны и заключения мирного договора со Швецией.
В 1750 году Родион Николаевич Гербель был произведён в капитаны и в 1755 году в майоры русской императорской армии.
Во время Семилетней войны участвовал во всех главных сражениях: при Гросс-Эгерсдорфе, Цорндорфе, Пальциге и Кунерсдорфе, при осаде и взятии Мемеля, Кюстрина и Кольберга, при взятии Кёнигсберга и Берлина.
За участие во взятии форта Пилау 12 января 1758 года был произведен в подполковники; в сентябре того же года отличился храбростью и распорядительностью при вытеснении неприятеля из Паскругского поста, а в 1759 году подорвал шлюзы Фридрихсграбенского канала, чем заблокировал весь канал. В том же году был произведён в полковники, а в 1762 году награждён чином генерал-майора и орденом Св. Анны (за приведение в боеспособное состояние крепостей в Финляндии).
После войны он был командирован в порт Нарву, а затем вернулся в Санкт-Петербург и с 1766 по 1774 год стоял во главе инженерного корпуса, занимая должность инженер-генерала.
В 1770 году, во время Русско-турецкой войны, он был командирован во 2-ю армию графа П. И. Панина, назначенную для блокады Бендер. Гербель укрепил лагерь под Бендерами и составил план осады этой крепости. Все осадные работы производились под непосредственным его руководством и прославили его имя. Несмотря на многочисленную и хорошо руководимую турецкую артиллерию, подступы к крепости велись так искусно, что уже на десятые сутки после открытия траншейных работ была заложена третья параллель и, несмотря на контрминную оборону осажденных, действие усиленных горнов, впервые на практике примененных, привело через 8 недель к взятию крепости: 14 сентября взорван был горн с 400 пудами пороху, взрыв завалил крепостной вал и образовал род моста, по которому войска пошли на приступ. После взятии Бендерской крепости Р. Н. Гербель быстро исправил все повреждения, сделанные в ней во время осады и штурма. Произведённый по старшинству в генерал-поручики, он был награждён за заслуги при осаде Бендер орденом Св. Александра Невского.
В 1772 году Гербель занимался главным образом укреплением северной границы Старой Финляндии и мерах для обеспечения столицы от неприятельских покушений с этой стороны (укреплена позиция у Мартила между Вильманстрандом и Фридрихсгамом); эта система обороны Финляндии была описана в сочинении Фримана «История крепости в России» (СПб., 1895. — С. 147—149).
В 1774 году Родион Николаевич Гербель по состоянию здоровью уволен был в отставку, причем ему была пожалована мыза Коложицы Ямбургского уезда Санкт-Петербургской губернии с 700 душами крестьян. Здесь он и скончался 3 (14) декабря 1780 года.
В 1751 году в Нарве женился на Ebba Charlotte von Pohlmann (1729—?). Их сыновья: Василий (1752—1808), бригадир; Густав (1754 — после 1798), генерал-лейтенант артиллерии.